# Cilindros urinarios

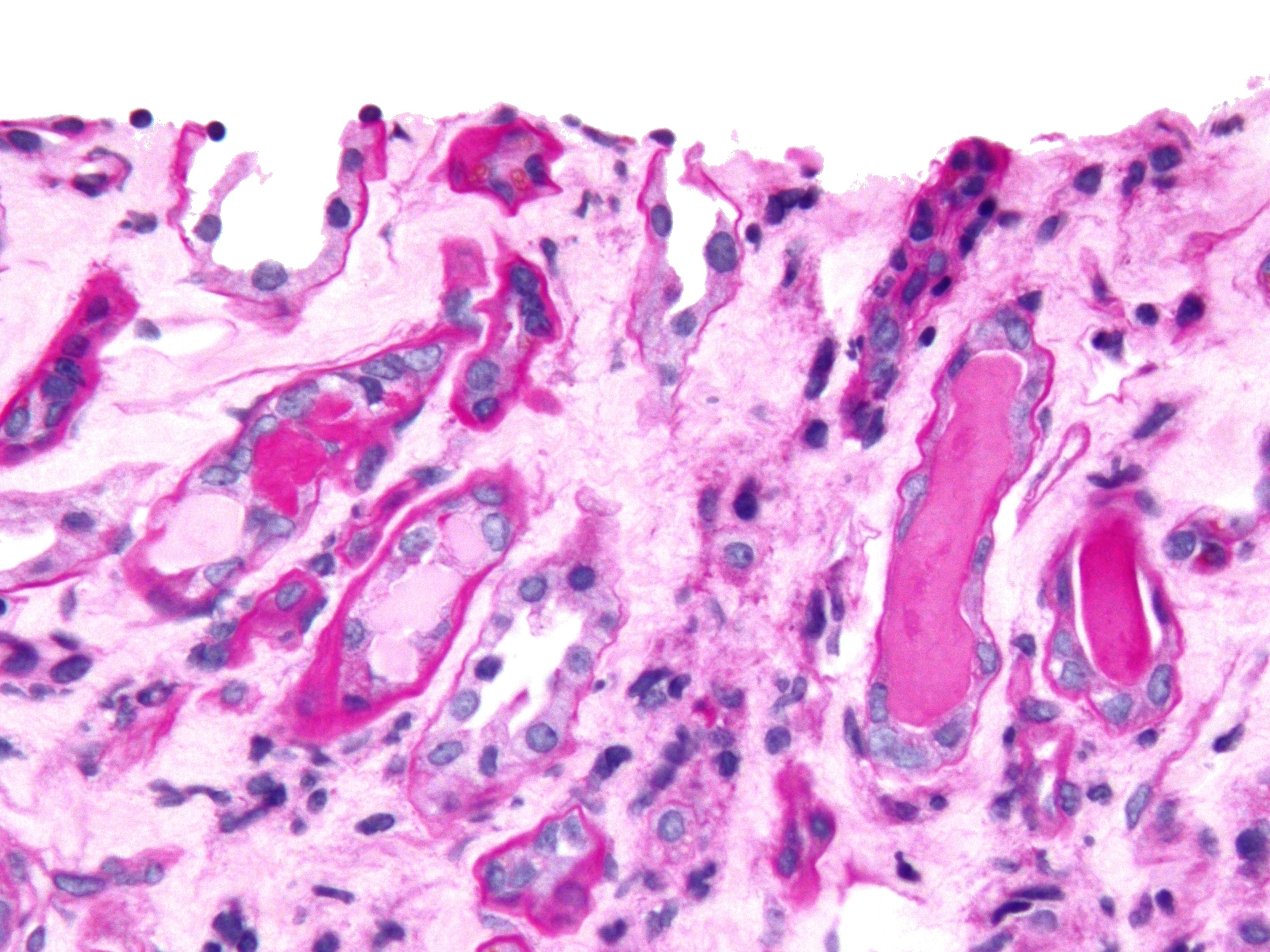
Micrografía mostrando cilindros en una biopsia renal. cilindros Hialinos casts son PAS positivos (rosa/rojo oscuros - derecha de la imagen). cilindros mielomatosos son PAS negativos (rosa pálido - izquierda de la imagen). tinción PAS.

Los cilindros urinarios (urinary cast en inglés) son estructuras cilíndricas microscópicas producidas por el riñón, presentes en la orina durante procesos patológicos. Se forman en el túbulo contorneado distal y túbulos colectores de las nefronas, luego se desprenden y pasan a la orina, donde se pueden detectar por microscopía.
Los cilindros fueron primeramente descritos por Henry Bence Jones (1813-1873).

## Fisiopatología
Se forman por precipitación de la Mucoproteína de Tamm-Horsfall la cual es secretada por las células tubulares renales, y a veces también por la albúmina en condiciones de proteinuria. La formación de cilindros es pronunciada en ambientes que favorecen la desnaturalización proteica y la precipitación (bajo flujo, sales concentradas, bajo pH). La proteína de Tamm-Horsfall es particularmente susceptible a la precipitación en estas condiciones.
Como se refleja en su forma cilíndrica, los cilindros son generados en los pequeños túbulos contorneados distales y túbulos colectores del riñón, y generalmente mantienen su forma y composición a medida que pasan a través del sistema urinario. Aunque la mayoría de las formas son benignas, algunas indican enfermedad. Todos consisten en la adhesión o inclusión de varios elementos sobre una base mucoproteica. 

## Clasificación
“Cilindro” por sí solo define la forma, por lo que se le añade un adjetivo para describir la composición del cilindro.

### Cilindros acelulares
Cilindros hialinos
El tipo más común de cilindro, los cilindros hialinos son mucoproteínas de Tamm-Horsfall  solidificadas secretadas desde el epitelio tubular de nefronas individuales. Bajo flujo urinario, orina concentrada o un ambiente ácido pueden contribuir a la formación de cilindros hialinos y como tal, pueden ser vistos en individuos normales en deshidratación o ejercicio vigoroso. Estos, son cilíndricos y claros, con un relativamente bajo índice refractario, de manera que pueden ser fácilmente pasados por alto en revisiones superficiales mediante microscopía de campo claro, o en muestras viejas donde ha sucedido la disolución. Por otro lado, microscopía de contraste de fase lleva a una identificación más fácil. Dada la presencia ubicua de las proteínas de Tamm-Horsfall, otros tipos de cilindros son formados por la inclusión o adhesión de otros elementos a la base hialina.
Cilindros granulosos
El segundo tipo de cilindro más común; los cilindros granulares pueden resultar bien sea de la ruptura de cilindros celulares o de la inclusión de agregados de proteínas plasmáticas (Ej: Albúmina) o cadenas livianas de Inmunoglobulinas. Dependiendo del tamaño de las inclusiones, pueden ser clasificados como finos o gruesos, aunque la distinción no tiene significado diagnóstico. Su apariencia generalmente es más similar a la forma de cigarrillo y de un mayor índice refractario que los cilindros hialinos. A pesar que más frecuentemente son indicativos de insuficiencia renal crónica, al igual que los cilindros hialinos, pueden ser vistos por un corto periodo de tiempo tras el ejercicio intenso. El “cilindro marrón oscuro” visto en la necrosis tubular aguda es un tipo de cilindro granular.
Cilindros céreos
Se cree que representa el final de la evolución cilíndrica, los cilindros cerosos sugieren un flujo urinario muy bajo, asociado con enfermedad renal severa de larga duración, como la falla renal. Adicionalmente debido a la estasis urinaria y a su formación en túbulos dilatados y enfermos, estos cilindros son significativamente más grandes que los hialinos. Asimismo, poseen un mayor índice refractario y son más rígidos, demostrando bordes filosos, fracturados y extremos rotos. Los cilindros cerosos también caen bajo el paraguas de cilindros “anchos”, un término más general usado para describir el cilindro más grueso producto de un cilindro dilatado; es visto en la falla renal crónica.
En el síndrome nefrítico muchos tipos adicionales de cilindros incluyen cilindros anchos y céreos si la condición es crónica (Esto es referido como una orina telescópica con la presencia de muchos cilindros).
Cilindros grasos
Formados por la ruptura de células epiteliales ricas en lípidos, estos son cilindros hialinos con inclusiones globulares de grasa que son de tono amarillento. Si el colesterol o los ésteres de colesterol están presentes, están asociados con el “signo de la cruz maltesa” bajo luz polarizada. Son patognomónicos de proteínas urinarias elevadas (síndrome nefrótico).
Cilindros pigmentados
Son producto de la adhesión de productos de degradación metabólica o de pigmentos de las drogas, estos cilindros son llamados así por su decoloración. Los pigmentos incluyen aquellos que se producen endógenamente, tales como la hemoglobina en las anemias hemolíticas, la mioglobina en rabdomiólisis, y bilirrubina en enfermedad hepática. Pigmentos de los fármacos, como la fenazopiridina, pueden también causar decoloración cilíndrica.
Cilindros-cristales
Aunque los solutos urinarios cristalizados como los oxalatos, uratos, o las sulfonamidas, pueden enredarse dentro de un cilindro hialino durante su formación, el significado clínico de este suceso, no parece ser muy importante.

### Cilindros celulares
Cilindros de eritrocitos
La presencia de glóbulos rojos dentro del cilindro siempre es patológica y constituye un fuerte indicador de daño glomerular, el que puede ocurrir en casos de vasculitis o glomerulonefritis de varias causas, como por ejemplo en la granulomatosis de Wegener, el lupus eritematoso sistémico, la glomerulonefritis posestreptocócica y el síndrome de Goodpasture. También pueden asociarse con infarto renal y endocarditis bacteriana subaguda. Son de color marrón amarillento y en general son cilíndricos con bordes irregulares ocasionales; su fragilidad determina que para su inspección la muestra deba ser fresca. Suelen asociarse con síndrome nefrítico o lesión del tracto urinario.
Cilindros de leucocitos
Son indicativos de inflamación o infección; la presencia de leucocitos dentro los cilindros o sobre ellos sugiere pielonefritis, una infección directa del riñón. También se los puede ver en estados inflamatorios como nefritis intersticial alérgica aguda, síndrome nefrótico, glomerulonefritis posestreptocócica, etc. Los leucocitos pueden ser difíciles de diferenciar de células epiteliales y es posible que requieran una tinción especial. La diferenciación de simples grupos de células blancas puede hacerse sobre la base de la matriz hialina.
Cilindros bacterianos
Dada su aparición en la pielonefritis, estos cilindros deberían verse en asociación con bacterias libres, leucocitos y cilindros leucocitarios. Su descubrimiento es más bien raro, debido a la eficiente acción de los neutrófilos, y la posibilidad de identificarlos erróneamente como cilindros granulares finos.
Cilindros epiteliales
Estos cilindros se forman por inclusión o adhesión de células epiteliales descamadas del revestimiento tubular. Estas células pueden adherirse en orden aleatorio o en hojas que son distinguidas por núcleos grandes, redondos y una baja cantidad de citoplasma. Se los puede ver en casos de necrosis tubular aguda e ingestión de tóxicos (mercurio, dietilenglicol, salicilatos, etc.). En cada caso hojas o grupos de células pueden “mudar” simultáneamente según la focalidad de la lesión. El citomegalovirus y el virus de la hepatitis  también son microorganismos que pueden causar la muerte de las células epiteliales.